# پانزدهمین مراسم گلدن گلوب
۱۵مین مراسم گلدن گلوب برای ارج نهادن به بهترین فیلم سال ۱۹۵۷ در ۲۲ فوریه سال ۱۹۵۸ برگزار شد.
فرانک سیناترا، برنده بهترین بازیگر مرد فیلم کمدی یا موزیکال شد. وی پس از ادموند گون برای دومین بار است که گوی زرین را برای بهترین بازیگر مکمل مرد بدست می‌آورد.

## فیلم سینمایی

### جایزه گلدن گلوب بهترین فیلم – درام
پل رودخانه کوای
- یک مشت باران
- سایونارا
- ۱۲ مرد خشمگین
- شاهدی برای محاکمه

### جایزه گلدن گلوب بهترین فیلم – موزیکال یا کمدی
دختران
- Don't Go Near the Water
- عشق در بعدازظهر
- Pal Joey
- جوراب ابریشمی

### جایزه گلدن گلوب بهترین بازیگر مرد – فیلم درام
الک گینس - پل رودخانه کوای
- مارلون براندو - سایونارا
- هنری فوندا - ۱۲ مرد خشمگین
- آنتونی فرنسیوسا - یک مشت باران
- چارلز لاتن - شاهدی برای محاکمه

### جایزه گلدن گلوب بهترین بازیگر زن – فیلم درام
جوآن وودوارد - سه چهره ایو'''
- مارلنه دیتریش - شاهدی برای محاکمه
- دبورا کار - خدا می‌داند، آقای الیسون
- آنا مانیانی - باد وحشی است
- اوا ماری سنت - یک مشت باران

### جایزه گلدن گلوب بهترین بازیگر مرد – فیلم موزیکال یا کمدی
فرانک سیناترا - Pal Joey
- موریس شوالیه - عشق در بعدازظهر
- گلن فورد - Don't Go Near the Water
- دیوید نیون - مرد من گادفری
- تونی رندل - Will Success Spoil Rock Hunter?

### جایزه گلدن گلوب بهترین بازیگر زن – فیلم موزیکال یا کمدی
تائینا الگ - دختران

کی کندال - دختران
- سید شریس - جوراب ابریشمی
- آدری هپبورن - عشق در بعدازظهر
- جین سیمونز - ممکن بود آن شب باشد

### جایزه گلدن گلوب بهترین بازیگر نقش مکمل مرد
رد باتنز - سایونارا
- لی جی. کاب - ۱۲ مرد خشمگین
- سسوئه هایاکاوا - پل رودخانه کوای
- نایجل پاتریک - شهرستان رینتری
- اد وین - The Great Man

### جایزه گلدن گلوب بهترین بازیگر نقش مکمل زن
السا لنچستر - شاهدی برای محاکمه
- میلدرد دانوک - پیتون پلیس
- هوپ لانگ - پیتون پلیس
- هیتر سیرز - The Story of Esther Costello
- میوشی اومه‌کی - سایونارا

### جایزه گلدن گلوب بهترین کارگردانی
دیوید لین - پل رودخانه کوای
- جاشوا لوگن - سایونارا
- سیدنی لومت - ۱۲ مرد خشمگین
- بیلی وایلدر - شاهدی برای محاکمه
- فرد زینمان - یک مشت باران

### جایزه گلدن گلوب بهترین فیلم غیر انگلیسی‌زبان
Confessions of Felix Krull (آلمان غربی)
 Tizoc (مکزیک)

زن در لباس خواب (بریتانیا)
 Yellow Crow (Kiiroi karasu) (ژاپن)

### Best Film Promoting International Understanding
The Happy Road

### Henrietta Award (World Film Favorites)
تونی کرتیس

دوریس دی

### Special Achievement Award
هوگو فریدهوفر

ژاژا گابور

باب هوپ

LeRoy Prinz

جین سیمونز

## Television

### جایزه گلدن گلوب بهترین مجموعه تلویزیونی – موزیکال یا کمدی
The Mickey Mouse Club

### Television Achievement
جک بنی

ادی فیشر

آلفرد هیچکاک

مایک والاس

## New Star of the Year - Actor
جیمز گارنر

جان ساکسون

پاتریک وین

## New Star of the Year - Actress
ساندرا دی

کارولین جونز

دیان وارسی

## Cecil B. DeMille Award
بادی آدلر